# Дифференциация доходов населения
Дифференциа́ция дохо́дов населе́ния, или нера́венство дохо́дов — разница в уровне денежных доходов различных слоёв и групп населения. В количественном плане характеризуется показателями, отражающими степень неравномерности распределения доходов. Различие в доходах имеет следствием неравномерность в распределении материальных и нематериальных благ и играет определяющую роль в существовании экономического неравенства.

## Методы измерения и оценки
- Для оценки дифференциации доходов используется множество показателей[англ.]. Результат часто отображают при помощи кривой Лоренца и рассчитываемого на её основе коэффициента Джини[4].
- Весьма наглядным и часто используемым показателем неравенства в доходах является децильное отношение.
- Доля наиболее бедных и наиболее богатых слоев общества в общих доходах.

## Причины
На неравенство доходов оказывают влияние личностные особенности (способности, образование, мотивация к труду), условия жизни (начальные, владение собственностью, доступность образования, место проживания), случайные факторы. Исследования показывают, что неравенство в доходах в открытом обществе может значительно варьироваться от поколения к поколению, однако в отношении дохода от собственности роль предыдущего поколения более существенна. По мнению исследователей, на рост дифференциации доходов в стране влияет финансовая глобализация и технический прогресс.

## Последствия
Высокая дифференциация доходов населения является источником социальной нестабильности, приводит к неэффективному расходованию ресурсов. В то же время, согласно исследованиям, умеренная дифференциация доходов оказывает положительное воздействие на экономику.

## В России
В России коэффициент Джини в 2011 году составлял 0,43 (по другим исследованиям 0,6), что выше среднего показателя по ОЭСР.
По данным директора Независимого института социальной политики, доктора экономических наук Л. Н. Овчаровой, в России в 2012 году доходы 10 % самых богатых и 10 % самых бедных граждан отличались в 17 раз (в советское время — в 4 раза). Писатель и публицист М. И. Веллер в мае 2014 года отмечал: «Доходы теперь перераспределяются так, чтобы верхушка получала настолько много, насколько можно, а низам давали бы настолько мало, насколько можно». По данным ЦМАКП в 2023 году коэффициент дифференциации по доходам, который с 2018 года периодически снижался, снова начал расти и достиг значения 15.